# Дзвелі Абаша
Дзвелі Абаша (груз. ძველი აბაშა) — село в Грузії.
За даними перепису населення 2014 року в селі проживає 859 осіб.